# Opi del poble
La religió és l'opi del poble és una de les cites més populars de Karl Marx. És la traducció de l'original alemany, Die Religion ... ist das Opium des Volkes. La citació prové de l'article «Contribució a la crítica de la filosofia del dret de Hegel» (Zur Kritik der Hegelschen Rechtsphilosophie) escrit el 1843 i publicada a la revista Deutsch–Französische Jahrbücher que Marx editava conjuntament amb Arnold Ruge. La citació s'extreu del següent paràgraf:
 «El patiment religiós és al mateix temps l'expressió del sofriment real i una protesta contra el sofriment real. La religió és el plany de la criatura oprimida, el cor d'un món despietat i l'ànima de situacions sense ànima. És l'opi del poble.» 
La comparació de la religió amb l'opi no és original de Marx, apareix en escrits de Kant, Johann Gottfried Herder, Feuerbach i Heinrich Heine, entre d'altres. Cal tenir en compte que en l'època en què es fa aquesta comparació l'opi no era vist com es veu en l'actualitat, ja que, tot i els possibles efectes negatius que podia provocar, es podia adquirir legalment.